# Rhipidiomyces acriti
Rhipidiomyces acriti är en svampart som beskrevs av Thaxt. 1926. Rhipidiomyces acriti ingår i släktet Rhipidiomyces och familjen Laboulbeniaceae.   Inga underarter finns listade i Catalogue of Life.